# 146-os busz (Debrecen)
A debreceni 146-os jelzésű autóbusz a Nagyállomás és az Inter Tan Ker Zrt. között közlekedik körjáratként.

## Története
A járatot 2018. július 1-jétől közlekedteti a DKV a Határ úti Ipari Parkba való könnyebb eljutás érdekében. Útvonala során érinti a Nagyállomást, a Helyközi Autóbusz-állomást, a Segner teret, a Tócóskertet és a Határ úti Ipari Parkot. A 2000-es évek közepén egy építkezés során közlekedett a járat útvonalán a Segner tértől egy 17H jelzésű autóbusz, mely a építkezés befejeztével megszűnt. A járat az Inter Tan Ker Zrt. és a Nagyállomás között párhuzamosan közlekedik a 46E járattal. 2019. február 4-étől 146-os jelzéssel közlekedik és minden megállóban megáll.
Jelenlegi menetrendje 2019. február 4-étől érvényes.

## Járművek
A viszonylaton Alfa Cívis 12 szóló buszok közlekednek.

## Útvonala
| Nagyállomás – Inter Tan Ker Zrt. – Nagyállomás |
| --- |
| Nagyállomás vá. – Petőfi tér – Erzsébet utca – Külsővásártér – Nyugati utca – Segner tér – Kishegyesi út – István út – 4-es főút – Határ út – Richter Gedeon utca – Kígyóhagyma utca – Richter Gedeon utca – Határ út – Kishegyesi út – Segner tér – Nyugati utca – Külsővásártér – Erzsébet utca – Petőfi tér – Nagyállomás vá. |

## Megállóhelyei
| 0  | Nagyállomás végállomás          | |
| 2  | MÁV-rendelő                     | 10, 10A, 10Y, 14, 30, 30A, 39, 46, 46H, 49, 49Y 5, 5A Helyközi buszok |
| 4  | Mentőállomás                    | 10, 10A, 10Y, 14, 19, 30, 30A, 39, 46, 46H, 49, 49Y 5, 5A |
| 6  | Mechwart András Szakközépiskola | 3, 3A, 4, 5, 5A 10, 10A, 10Y, 14, 19, 25, 25Y, 34, 35, 35Y, 36, 41, 41Y, 42, 42A, 45, 46, 46E, 46H, 49, 49Y, 125, 125Y, A1 Helyközi buszok                                                                |
| 7  | Segner tér                      | 3, 3A, 4, 5, 5A 10, 10A, 10Y, 11, 13, 14, 17, 17A, 24, 24Y, 25, 25Y, 33, 33E, 34, 35, 35E, 35Y, 36, 42, 42A, 45, 46, 46E, 46H, 49, 49Y, 125, 125Y, A1 Helyközi buszok                                     |
| 9  | Sesztina utca                   | 12, 17, 17A, 22, 22Y, 24, 24Y, 25, 25Y, 45, 46, 125, 125Y |
| 9  | Gyolcsos utca                   | 22, 22Y, 24, 24Y, 45 |
| 10 | Tőzsér utca                     | 22, 22Y, 24, 24Y, 45 |
| 11 | István út                       | 22, 22Y, 24, 24Y, 41, 41Y, 45 Helyközi buszok |
| 14 | Szováti elágazás                | 39 Helyközi buszok |
| 17 | Határ út                        | 46H |
| 18 | Salakos bekötőút                | 46H |
| 19 | HAJDÚKOMM                       | 46H |
| 20 | Csalogány utca                  | 46H |
| 20 | Richter Gedeon utca             | 46, 46E, 46H |
| 22 | Inter Tan-Ker Zrt.              | 46, 46E, 46H |
| 23 | Richter Gedeon utca             | 46, 46E, 46H |
| 24 | FAG                             | 46, 46E, 46H |
| 25 | Ipari park, bejáró út           | 46, 46H |
| 27 | Pósa utca                       | 17, 17A, 42, 42A, 43, 46, 46E, 46H |
| 28 | Építők útja                     | 17, 17A, 42, 42A, 46, 46H |
| 29 | Gyepűsor utca                   | 12, 17, 17A, 22, 22Y, 24, 24Y, 25, 25Y, 46, 46E, 46H, 125, 125Y |
| 31 | Dorottya utca                   | 12, 17, 17A, 22, 22Y, 24, 24Y, 25, 25Y, 46, 46E, 46H, 125, 125Y |
| 32 | Kishegyesi út                   | 12, 17, 17A, 22, 22Y, 24, 24Y, 25, 25Y, 45, 46, 46H, 125, 125Y |
| 34 | Segner tér                      | 3, 3A, 4, 5, 5A 10, 10A, 10Y, 11, 13, 14, 17, 17A, 24, 24Y, 25, 25Y, 33, 33E, 34, 35, 35E, 35Y, 36, 36E, 42, 42A, 45, 46, 46E, 46H, 49, 49Y, 125, 125Y, A1 Helyközi buszok                                |
| 36 | Mechwart András Szakközépiskola | 10, 10A, 10Y, 14, 46, 46E, 46H, 49, 49Y 3, 3A, 4, 5, 5A Helyközi buszok |
| 37 | Mentőállomás                    | 10, 10A, 10Y, 14, 19, 30, 30A, 39, 46, 46H, 49, 49Y 5, 5A |
| 38 | MÁV-rendelő                     | 10, 10A, 10Y, 14, 30, 30A, 39, 46, 46H, 49, 49Y 5, 5A Helyközi buszok |
| 39 | Nagyállomás végállomás          | 1, 2 10, 10A, 10Y, 14, 16, 18, 18Y, 21, 30, 30A, 30I, 30N, 37, 39, 42, 42A, 43, 44, 46, 46E, 46H, 47, 47Y, 48, 49, 49Y, Airport1 5, 5A Helyközi buszok S506 sebesvonat, gyorsvonat, IC, EC, expresszvonat |

## Járatsűrűség
Munkanap a reggeli csúcsidőben 40-50 percenként, egyéb időszakokban 60-120 percenként közlekedik.